# ويلهلم شتيبر
ويلهلم شتيبر (بالألمانية: Wilhelm Stieber)‏ (و. 1818 – 1882 م) هو سياسي، وجاسوس ألماني، ولد في مرسيبورغ، توفي في برلين، عن عمر يناهز 64 عاماً.

## التعليم
تعلم في جامعة هومبولت في برلين
.

## جوائز
حصل على جوائز منها:

Order of the Red Eagle 4th Class ‏

## روابط خارجية
- ويلهلم شتيبر على موقع الموسوعة البريطانية (الإنجليزية)